# Ernst Wandfluh

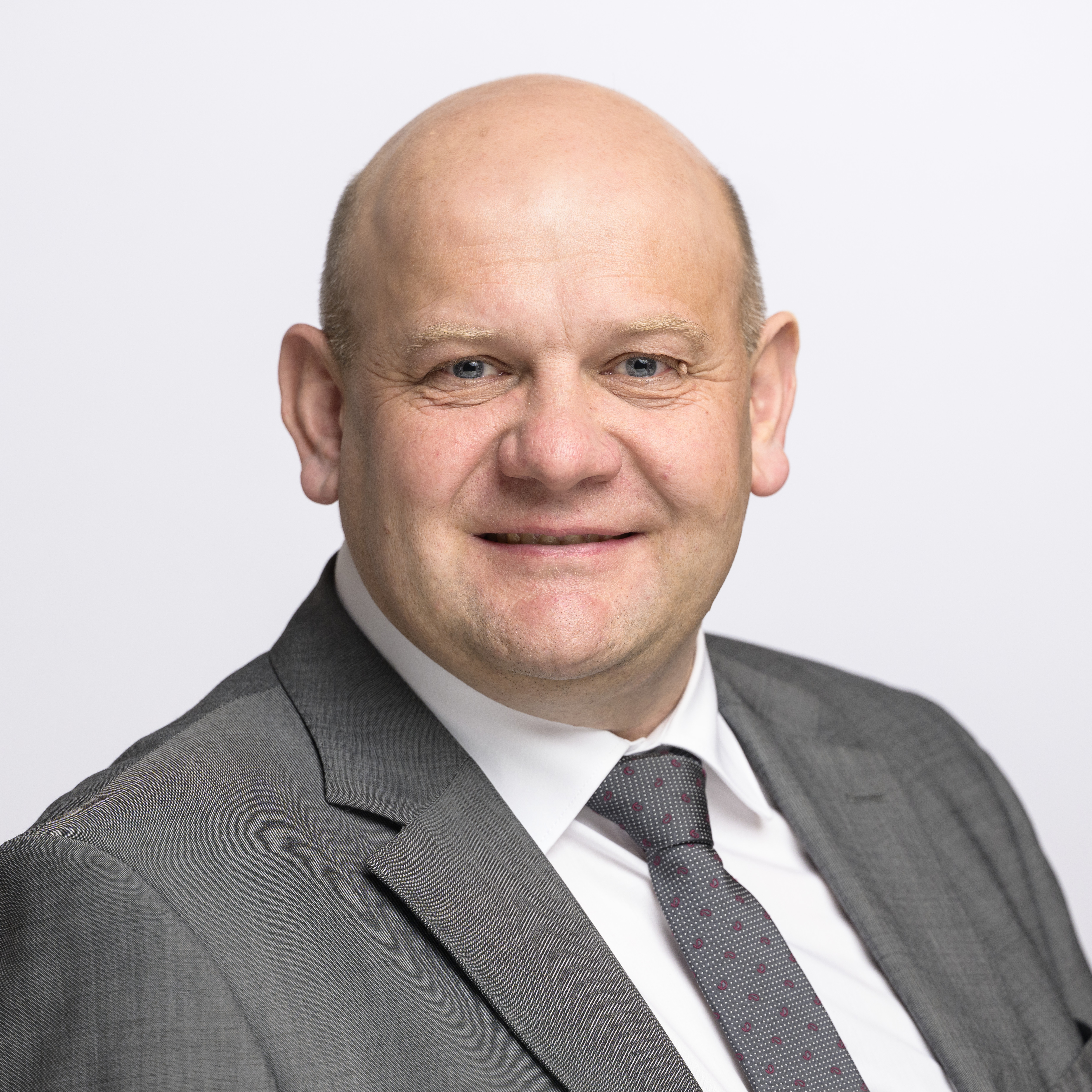
Ernst Wandfluh (2023)

Ernst Wandfluh (* 25. November 1976 in Kandergrund; heimatberechtigt ebenda) ist ein Schweizer Bergbauer und Politiker (SVP).

## Leben
Ernst Wandfluh wuchs in Kandergrund auf, wo er nach der obligatorischen Schulzeit eine landwirtschaftliche Lehre auf dem elterlichen Landwirtschaftsbetrieb absolvierte. Danach war er an der Bergbauernschule Hondrich, wo er zum Landwirt ausgebildet wurde. 2009 übernahm Wandfluh den Landwirtschaftsbetrieb der Eltern.
Er ist verheiratet und hat zwei Kinder.
In der Schweizer Armee hat er den Rang eines Oberleutnants.

## Politik
Wandfluh wurde 2018 in den Grossen Rat des Kantons Bern gewählt. Bei den Parlamentswahlen 2023 wurde er in den Nationalrat gewählt. Dort ist er Mitglied der Kommission für Wissenschaft, Bildung und Kultur (WBK-N).